# Centro Nazionale Oleksandr Dovženko
Il Centro Nazionale Oleksandr Dovženko (in ucraino Національний центр Олександра Довженка?, Nacional'nyj centr Oleksandra Dovženka) o Centro Dovženko (in ucraino Довженко-Центр?, Dovženka-Centr) è l'istituzione statale per il cinema dell'Ucraina controllata dal Ministero della cultura, della politica e dell'informazione. È un archivio audiovisivo che provvede alla conservazione, alla ricerca, alla promozione e al restauro del patrimonio cinematografico nazionale ed è membro della Federazione internazionale degli archivi filmografici.

## Storia
Il Centro Nazionale Oleksandr Dovženko è stato istituito il 10 settembre 1994 con il decreto del Presidente dell'Ucraina "sulle misure per celebrare il 100º anniversario della nascita di Oleksandr Dovženko". Le attività sono iniziate de facto nel 1996.
Nel 2000, a seguito di una riorganizzazione, la fabbrica dismessa "Kyïvs'ka kinokopijuval'na fabryka" (fondata nel 1938) è stata incorporata nel Centro, nei locali dove il Centro era situato dal 1996, e il fondo cinematografico della fabbrica liquidata ha dunque costituito la base della collezione di film del Centro.
Nel 2016 è iniziata la riforma del Centro, con la sua trasformazione da impresa industriale a istituzione culturale, conformemente con il Concetto di Sviluppo presentato al pubblico nel 2015. Nella primavera del 2019, il direttore generale del Centro Ivan Kozlenko ha annunciato il completamento con successo del processo di riforma.
Da settembre 2017, il Centro dispone di una piattaforma di performance "Scena 6" per lo sviluppo di compagnie teatrali indipendenti.
Il 14 settembre 2018 è iniziata la prima stagione di appuntamenti regolari del Centro nei propri locali.
Il 29 marzo 2019, in conformità con l'ordine del Ministero della Cultura dell'Ucraina № 256 "sulla riorganizzazione dell'impresa statale Ukraïns'ka kinostudija animacijnych fil'miv", lo studio cinematografico Ukranimafilm è stato incorporato nel Centro.
Il 12 settembre 2019 è stato aperto il Museo del Cinema del Centro Dovženko, fondato nell'autunno 2015 con una superficie totale di oltre 1.500 m2. La prima mostra multimediale è stata la "VUFKU. Lost & Found”, dedicata alla storia del cinema ucraino degli anni venti.

## Missione
Il Centro Dovženko è impegnato nella conservazione, restauro, studio e promozione del patrimonio cinematografico nazionale ucraino. Svolge attività di ricerca nel campo della cinematografia, attività editoriali ed espositive, promuove e distribuisce i film e lo sviluppo delle arti in Ucraina. Secondo la legge ucraina "sulla cinematografia", i materiali di base di tutti i film ucraini prodotti (anche in parte) dallo Stato vengono inviati al Centro per essere archiviati.

## Struttura e fondi
In seguito alla ristrutturazione del 2017, nella struttura del Centro sono state costituite diverse divisioni specializzate: un fondo dei film (nell'ambito della cineteca e del laboratorio cinematografico), una cineteca, il museo del cinema e una mediateca.
Il fondo cinematografico del Centro è stato molto attivo in particolare tra il 1996 e il 2001, quando, oltre ai film della collezione della "Kyïvs'ka kinokopijuval'na fabryka", acquisì i fondi degli studi statali (Kinostudija imeni Oleksandr Dovženko, Ukrinochronika) e parte dei film prodotti dalla RSS Ucraina e distribuiti dalla Sovėksportfil'm.
Nel 2003-2010 e nel 2011-2014, il Centro ha acquistato film ucraini dallo Gosfil'mofond della Russia. Nel 2012-2013, il Centro ha ricevuto collezioni di film dallo studio cinematografico Ukranimafil'm, dal centro della distribuzione cinematografica regionale di Mariupol' e una raccolta di film educativi e di propaganda americani dagli archivi dell'Accademia Kyiv Mohyla. Nel 2017-2019, il fondo cinematografico del Centro è stato reintegrato con quelli degli ex centri di Žytomyr e Leopoli, mentre è iniziato il trasferimento dall'Odes'ka kinostydija. Il fondo cinematografico viene costantemente rifornito con film nazionali nuovi e restaurati, produzioni complete e film da collezioni private.
A partire dal 1º gennaio 2020, il fondo cinematografico del Centro comprende 56.043 unità di archiviazione con oltre 6.000 titoli tra lungometraggi, film d'animazione, documentari e film di divulgazione scientifica principalmente di produzione ucraina. La maggior parte di questi sono conservati sui supporti originali come negativi e doppi negativi di pellicole 35 mm, il resto su pellicole positive e media digitali. Oltre al materiale cinematografico, il fondo archivia anche sceneggiature e sottotitoli.
Il fondo cinematografico del Centro è riconosciuto come patrimonio culturale nazionale e una parte è assegnata al Fondo nazionale dell’archivio dell’Ucraina.
Il fondo della cineteca del Centro è costituita da documenti personali, palinsesti, fotografie, libri e altro materiale. Viene continuata la formazione della collezione museale del Centro, basata sul fondo della cinematografia.

## Attività
Nel periodo 2007-2010 e 2011-2014, il Centro Dovženko ha svolto un programma di restauro dei film ucraini, tra cui pellicole degli anni venti e ottanta, una raccolta di film di Aleksandr Dovženko, Ivan Mykolajčuk e Jurij Illjenko, il primo film ucraino d'avanguardia (Kolo Dzyh'y), i primi documentari (Dokumenty epochy), film sul disastro di Černobyl' e altri, successivamente pubblicati su DVD.
Il centro svolge attività culturali e divulgative. In particolare, ha organizzato più volte stand nazionali ai Festival di Cannes, Berlino e Karlovy Vary e mostre retrospettive in Ucraina e all'estero. Tra i noti progetti del Centro vi sono la distribuzione cinematografica nazionale dei migliori cortometraggi ucraini dell'anno nella serie Ukraïns'ka nova chvylja, la proiezioni di film muti ucraini restaurati con musica dal vivo, il progetto educativo "Kulturfil'm", il festival Nimi noči dedicato al cinema muto e alla musica moderne, l'annuale retrospettiva nazionale del Festival internazionale del cinema di Odessa.
Famosi musicisti ucraini hanno lavorato alla creazione di nuove colonne sonore per film muti commissionati dal Centro come DachaBrakha, Anton Bajbakov, Zapaska, Jurij Kuznjecov e Oleksandr Kochanovskyj.
Tra il 2011 e il 2017 sono stati pubblicati numerosi cataloghi annuali di film ucraini, una serie di album fotografici (Kinooko), ricerche e monografie.

## Direttori
- Volodymyr Andrijovyč Mandryka, 2000—2010
- Hanna Pavlivna Čmil' (direttrice incaricata), 2010—2011
- Veronika Oleksandrivna Ivanova (Fedorčuk)  (direttrice incaricata) 2011—2014
- Ivan Vasyl'ovyč Kozlenko, 2014—2015
- Kapitolina Dmytrivna Chomutovs'ka (direttrice incaricata), 2015—2016
- Ivan Vasyl'ovyč Kozlenko, dal 2016